# Gnathothlibus
Genre
Le genre Gnathothlibus regroupe des lépidoptères de la famille des Sphingidae, de la sous-famille des Macroglossinae et de la tribu des Macroglossini.

## Systématique
- Le genre a été décrit par l'entomologiste suédois Hans Daniel Johan Wallengren en 1858.
- L'espèce type pour le genre est  Gnathothlibus erotus (Cramer, [1777])

### Synonymie
- Chromis Hübner, [1819] [1]
- Gnathothlibus (Choerocampinae) Moore, 1882[2]

### Taxinomie
Liste des espèces
- Gnathothlibus australiensis Lachlan, 2004
- Gnathothlibus brendelli Hayes, 1983
- Gnathothlibus dabrera Eitschberger, 1999
- Gnathothlibus eras (Boisduval, 1832)
- Gnathothlibus erotus (Cramer, 1777)
- Gnathothlibus fijiensis Lachlan, 2009
- Gnathothlibus heliodes (Meyrick, 1889)
- Gnathothlibus meeki (Rothschild & Jordan, 1907)
- Gnathothlibus saccoi Lachlan & Moulds, 2001
- Gnathothlibus samoaensis Lachlan, 2009
- Gnathothlibus vanuatuensis Lachlan & Moulds, 2003

Hybride naturel
- Gnathothlibus collardi Haxaire, 2002

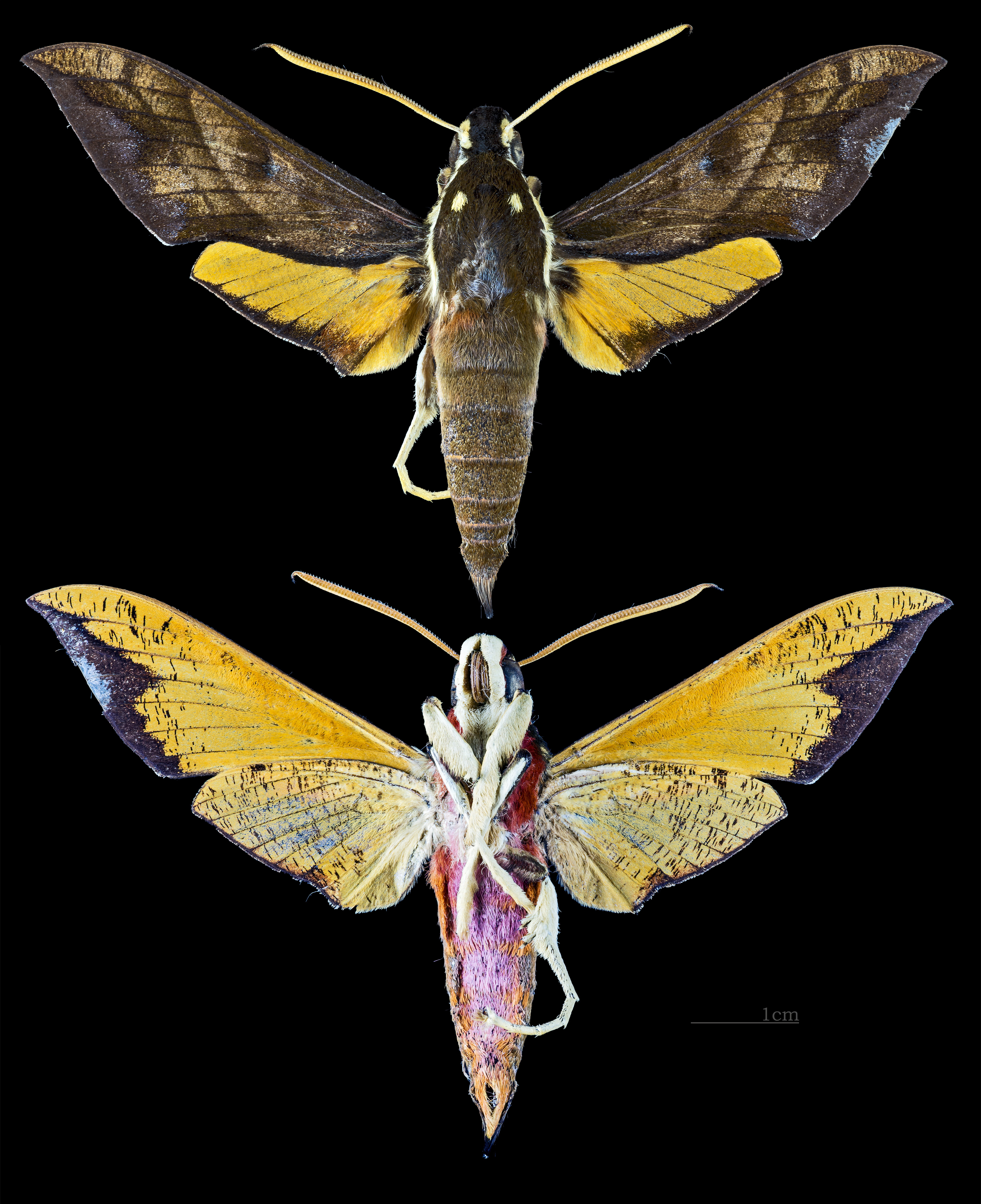
Gnathothlibus brendelli MHNT
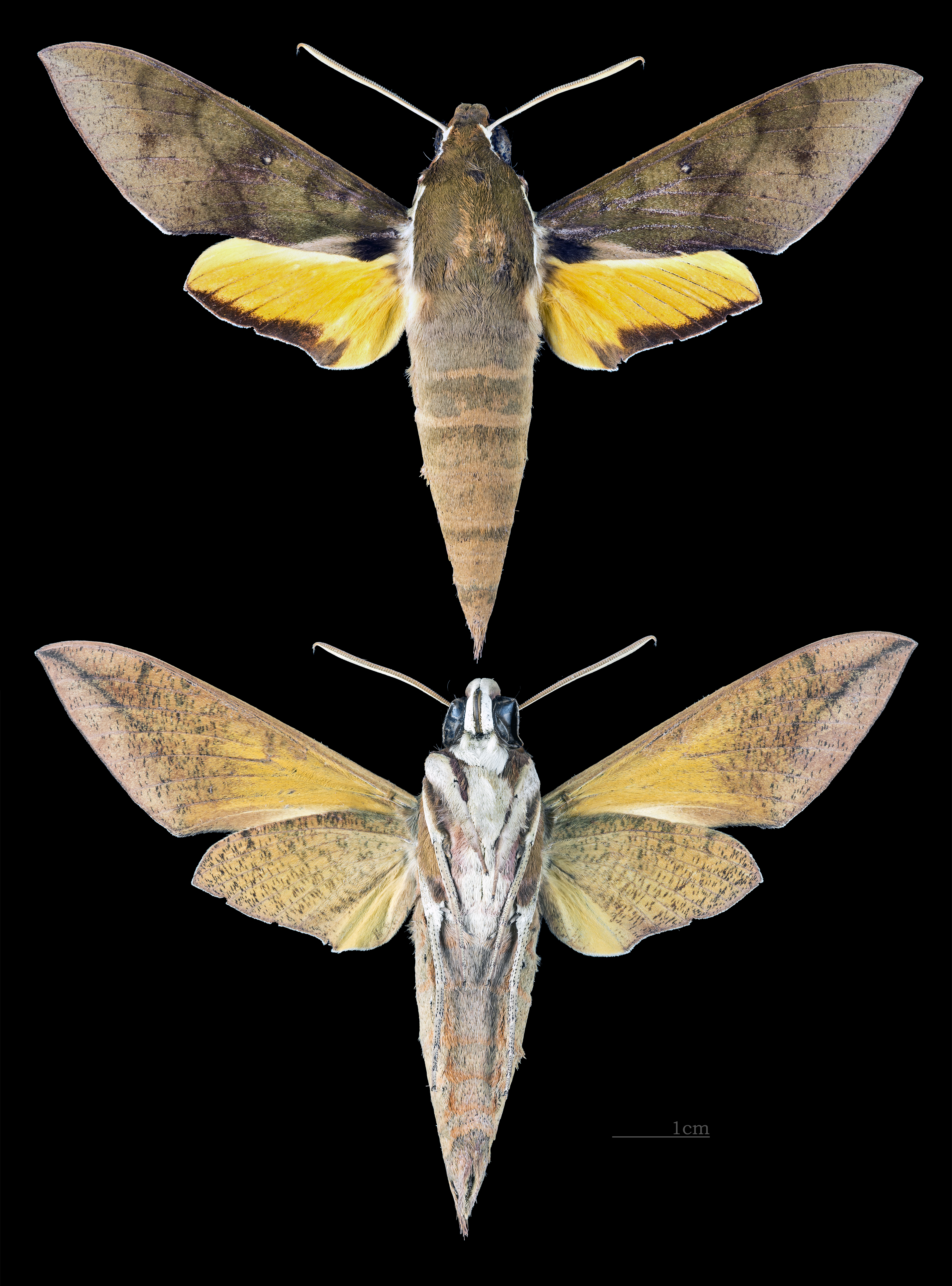
Gnathothlibus eras MHNT
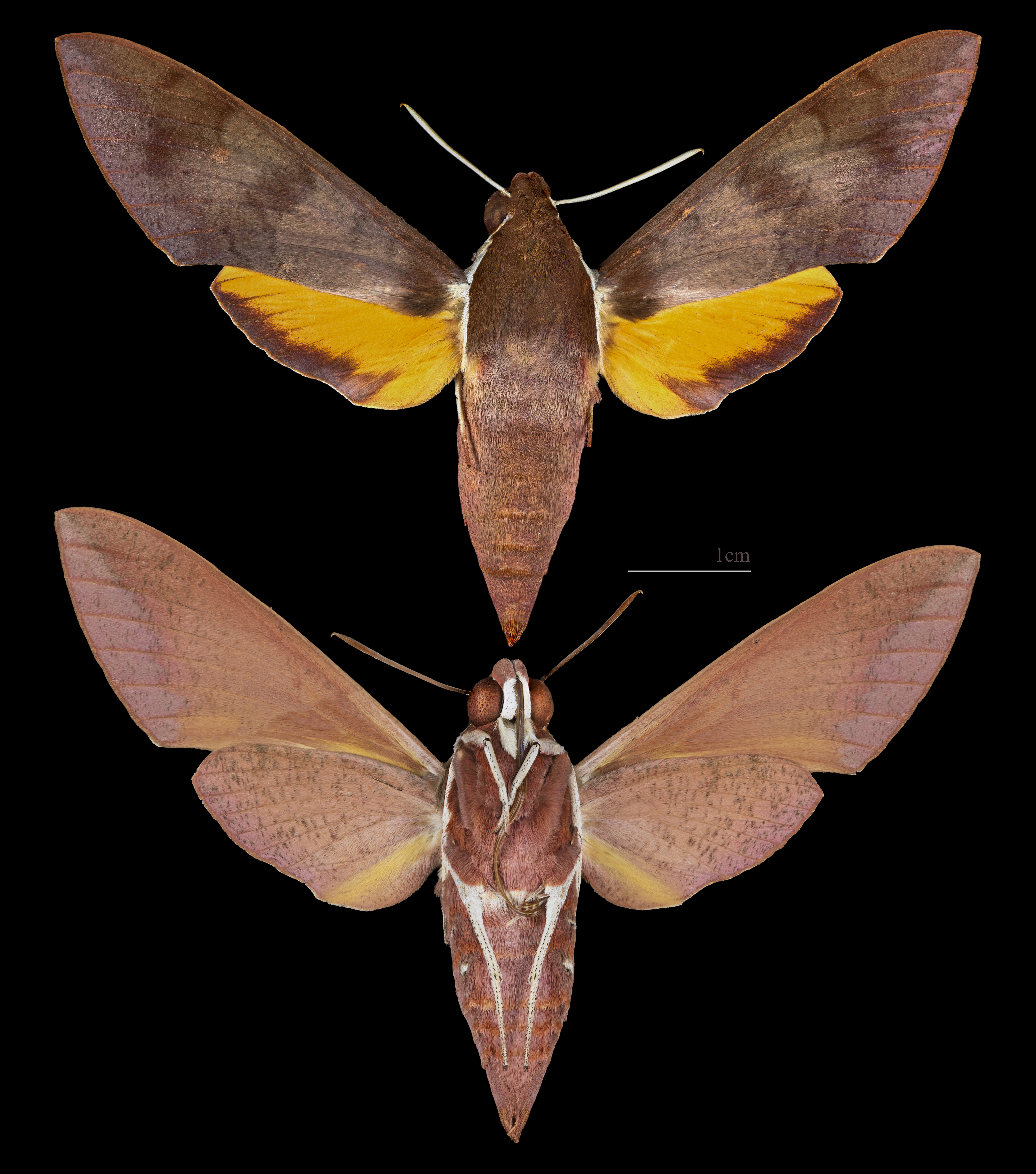
Gnathothlibus erotus  MHNT
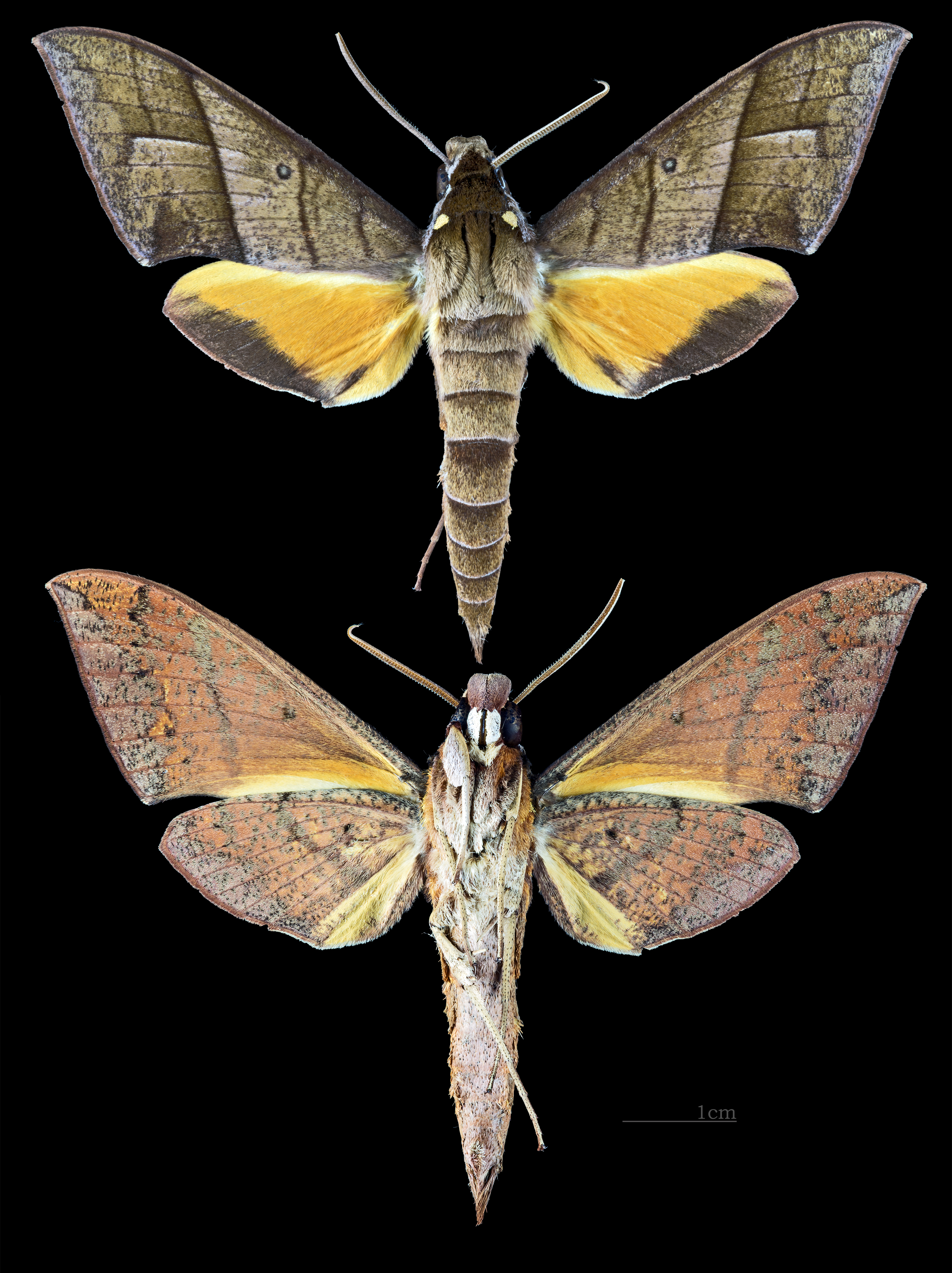
Gnathothlibus heliodes MHNT
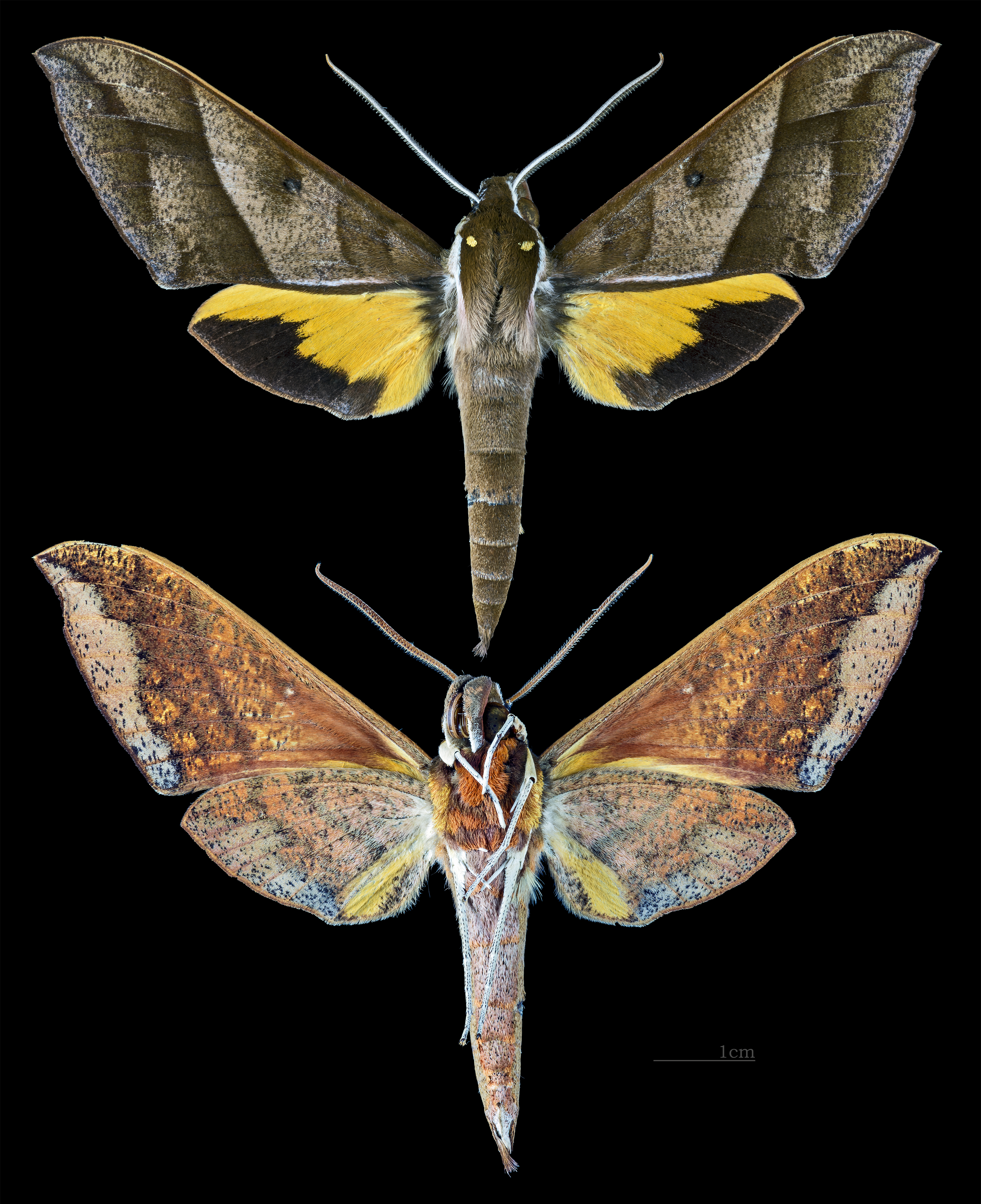
Gnathothlibus meeki MHNT